# Jagdgeschwader 11
Das Jagdgeschwader 11 war ein Verband der Luftwaffe der Wehrmacht im Zweiten Weltkrieg. Als Jagdgeschwader, ausgestattet mit Jagdflugzeugen, erst vom Typ Messerschmitt Bf 109G und Focke-Wulf Fw 190A, zuletzt mit der Messerschmitt Bf 109K und der Focke-Wulf Fw 190D verteidigte es zugewiesene Lufträume gegen Einflüge feindlicher Flugzeuge, oder drang in feindliche Lufträume ein, um in sogenannter freier Jagd feindliche Flugzeuge anzugreifen. In seltenen Fällen griff das Geschwader auch mit Bordwaffen Bodenziele an. Das Geschwader beteiligte sich am Deutsch-Sowjetischen Krieg, an der Abwehr der Alliierten Invasion in Nordfrankreich und am Unternehmen Bodenplatte. Es wurde am 8. Mai 1945, nach der bedingungslosen Kapitulation der Wehrmacht, aufgelöst.

## Aufstellung
Der Geschwaderstab und die II. Gruppe entstanden am 1. April 1943 in Jever (Lage) aus der I. Gruppe des Jagdgeschwaders 1. Die I. Gruppe bildete sich am 1. April 1943 in Husum (Lage) aus der III. Gruppe des Jagdgeschwaders 1, während die III. Gruppe am 1. Mai 1943 in Neumünster (Lage) aus Abgaben der I. und der II. Gruppe entstand. Am 7. Juli 1943 wurde die 10. Staffel in Husum aufgestellt und direkt dem Geschwaderstab unterstellt. Zuletzt erhielt das Geschwader am 7. Dezember eine 11. Staffel, die im deutschbesetzten Norwegen, in Lista (Lage), stationiert war und ebenfalls direkt vom Geschwaderstab ihre Befehle erhielt.
Das Geschwader flog mit Jagdflugzeugen des Typs Messerschmitt Bf 109 in den Ausführungen G und zuletzt K sowie mit der Focke-Wulf Fw 190A und D seine Einsätze.
Die 10. und 11. Staffel vereinigten sich am 11. August 1944 zur neuen 4. Staffel der I. Gruppe. Der Geschwaderstab, die I. und die III. Gruppe wurden, nach der bedingungslosen Kapitulation der Wehrmacht, am 8. Mai 1945 aufgelöst. Zuvor war schon die II. Gruppe am 3. April 1945 aufgelöst worden.

## Gliederung
Der Geschwaderstab führte am 10. Januar 1945 die I. bis III. Gruppe die wiederum in Staffeln unterteilt waren. Die 1. bis 4. Staffel gehörte der I. Gruppe, die 5. bis 8. Staffel der II. Gruppe und die die 9. bis 12. Staffel der III. Gruppe an. Jede Staffel, geführt durch einen Staffelkapitän, war in vier Schwärme mit je zwei Rotten zu je zwei Flugzeugen unterteilt. Daraus ergab sich eine Sollstärke der Jagdgruppe von 64 Flugzeugen in den vier Staffeln + 4 Flugzeuge für den Gruppenkommandeur und seinen Stab. Dies ergab bei drei Jagdgruppen eine Sollstärke von 204 Flugzeugen, + 4 Flugzeuge für den Geschwaderkommodore und seinen Stab. Daraus ergab sich eine Sollstärke von 208 Flugzeugen.

## Geschichte

### 1943

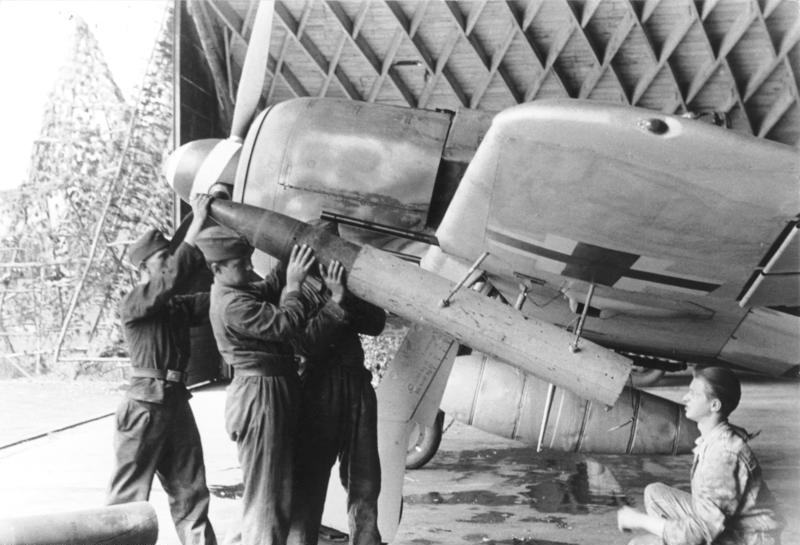
Focke-Wulf Fw 190 mit 21-cm-Werfergranate unter der Tragfläche

Das am 1. April 1943 neuaufgestellte Jagdgeschwader 11 hatte seine Basen in Jever, Husum und Neumünster, entlang der Nordsee im Raum der Deutschen Bucht und im südlichen Norwegen um westalliierte Einflüge abzufangen. Dazu war es der 2. Jagddivision des Luftwaffenbefehlshabers Mitte unterstellt. Zu dieser Zeit verfügte das Geschwader hauptsächlich über die einmotorigen Jagdflugzeuge Messerschmitt Bf 109G-1 und die Focke-Wulf Fw 190A-4. Die Bf 109G-1 verfügte einen 12-Zylinder-V-Motor Daimler-Benz DB 605 A mit maximal 1475 PS Startleistung. Dieser ermöglichte eine Höchstgeschwindigkeit von 630 km/h bei einer Bewaffnung von 2 × 7,92-mm-MG 17 und 1 × 20-mm-MG 151/20 als Motorkanone. Die Fw 190A-4, mit dem BMW-801-D-2-Motor und einer MW-50-Anlage ausgestattet, leistet kurzzeitig bis zu 2000 PS. Damit war eine Höchstgeschwindigkeit von bis zu 660 km/h möglich. Als Bewaffnung standen zwei 7,92-mm-MG 17 (je 900 Schuss) hinter dem Motor oben im Rumpf und zwei 20-mm-MG 151/20E (je 250 Schuss) in den Flügelwurzeln zur Verfügung. Zusätzlich verfügte sie über zwei 21-cm-Werfergranaten unter den Tragflächen. Bei der Werfergranate 21 handelte es sich um ein drallstabilisiertes Raketenprojektil im Kaliber 21 cm, das rückstoßfrei aus einem Rohr mit Führungs- und Halteschienen im Inneren verschossen wurde. Eingesetzt wurde sie hauptsächlich gegen Bomberpulks, die in dichter Formation flogen.
Der erste größere Einsatz des Geschwaders fand am 17. April 1943 statt, als die 8. US-Luftflotte mit 117 B-17 Bombern die Focke-Wulf-Flugzeugwerke bei Bremen bombardierte. Die II. Gruppe unter ihrem Gruppenkommandeur Major Adolf Dickfeld erreichte die Bomber und meldet 7 Abschüsse. Insgesamt 4 Jagdflugzeuge mussten wegen Treibstoffmangel notlanden und wurden dabei zerstört. Bei einem weiteren Luftangriff der No. 2 Bomber Group der Royal Air Force auf deutschbesetzte Abbeville erreichten die I. und die II. Gruppe die Bomber bevor sie ihre Bomben abwarfen. Insgesamt 5 Abschüsse meldete das Geschwader, während 3 Jäger wegen Treibstoffmangels auf dem Rückflug notlanden mussten.
Im Mai erreichten die ersten Bf 109G-6 die II. Gruppe, die eine stärkere Bewaffnung von 2 × 13-mm-MG 131 und 1 × 20-mm-MG 151/20 als Motorkanone hatten. Am 14. Mai machten sich rund 100 US-Bomber der Typen B-17 und B-24 auf den Weg nach Kiel, um die Deutschen Werke Kiel zu bombardieren. Schon beim Hinflug erreichten die Bf 109 der II. Gruppe den Bomberpulk und schossen den Führungsbomber der 92d Bombardment Group ab. Insgesamt gaben die beteiligten deutschen Jäger an, sieben Bomber abgeschossen zu haben, bei fünf eigenen Flugzeugverlusten. Am folgenden Tag griffen neun US-Bomber die Häfen von Wilhelmshaven und Emden an. Wieder war die II. Gruppe im Einsatz und meldete vier Abschüsse. Einer größten Einsätze im Juni fand am 11. Juni statt, als 250 B-17 Bomber mit Ziel Wilhelmshaven angriffen und die II. und die III. Gruppe sich ihnen entgegenwarfen. Anschließend meldete die II. Gruppe zehn Abschüsse, während die III. Gruppen keinen Abschuss verzeichnen konnte. Zwei Tage später hatten 60 B-17 Bomber der 95th Bomb Group Kiel zum Ziel. Die II. Gruppe erreichte den Bomberstrom auf dem Hinweg bei Neumünster und meldete zwei Abschüsse.
Ende Juli läuteten die US-Amerikaner die sogenannte Blitz Week ein, eine Serie von Tagesluftangriffen zwischen dem 24. und dem 30. Juli. Das Geschwader kam täglich zum Einsatz, unter anderen bei den Luftangriffen auf Hamburg am 25. Juli, Hannover am 26. Juli, Kassel und Oschersleben am 28. Juli und Kiel am 25. und 30. Juli. Beim letzten Luftangriff am 30. Juli auf Kassel, traten erstmals über dem Deutschen Reich US-Jäger vom Typ Republic P-47 mit abwerfbaren Zusatztanks in Erscheinung. Die III. Gruppe führte daraufhin schwere Luftkämpfe mit dem Begleitschutz, so das nur zwei Bomberabschüsse gemeldet wurden, unter dem Verlust von vier eigenen Flugzeugen. Insgesamt meldete das Geschwader während dieser Woche den Abschuss von 49 US-Bombern.
Bis zum Ende des Jahres nahm das Geschwader an einer Vielzahl von Einsätzen zur Abwehr US-amerikanischer Luftangriffe im nord- und westdeutschen Raum teil, darunter zwei Luftangriffe auf Emden am 27. September und 2. Oktober, auf Frankfurt am 4. Oktober, am 10. Oktober auf Bremen und am 11. Oktober auf Kiel.

### 1944
Anfang des Jahres lag der Geschwaderstab und die I. Gruppe in Husum (Lage), die II. Gruppe in Wunstorf und die III. Gruppe in Oldenburg (Lage). Es war am 15. Februar 1944 der 2. Jagddivision des I. Jagdkorps des Luftwaffenbefehlshabers Mitte (ab 5. Februar 1944 umbenannt in Luftflotte Reich) unterstellt. Dem Geschwader standen überwiegend die Messerschmitt Bf 109G-5 im Geschwaderstab und der II. Gruppe zur Verfügung, während die I. Gruppe überwiegend Focke-Wulf Fw 190A-6 einsetzte. In der III. befand sich eine gemischte Ausstattung aus beiden Flugzeugmustern. Die Fw 190A-6 wurde gegenüber dem Vorgängermodellen in der Bewaffnung verbessert. Sie verfügte jetzt über zwei 20-mm-MG 151/20 E in den äußeren Tragflächen, zusätzlich zu den zwei 7,92-mm-MG 17 (je 900 Schuss) hinter dem Motor oben im Rumpf und zwei 20-mm-MG 151/20E (je 250 Schuss) in den Flügelwurzeln, alle vier gesteuert durch den Propellerkreis schießend.
Nach Beginn der alliierten Landung in der Normandie zur Befreiung des besetzten Frankreich am 6. Juni 1944 verlegten die I. Gruppe nach Rennes – St-Jacques (Lage) und die II. Gruppe nach Beauvais-Nivelliers (Lage). Dort wurden die Jagdflugzeuge überwiegend als Jagdbomber eingesetzt und erlitten schwere Verluste. So verfügte die I. Gruppe am 30. Juni nur noch über zwei Flugzeugführer und ein einsatzbereites Flugzeug. Ähnlich erging es der II. Gruppe die Anfang Juli nur noch über ein paar Flugzeuge verfügte. Beide Gruppen wurde in dieser Zeit zur Auffrischung in die Heimat zurückgezogen und kehrten am 16./17. August zurück zur Westfront gegen die Alliierten.
Diese Phase währte nur kurz denn bereits am 2. September wurde die I. Gruppe erneut von der Westfront abgezogen. Sie hatte seit dem 6. Juni 70 Flugzeuge verloren und 34 gefallene, 3 gefangen genommene und 13 verwundete Flugzeugführer zu beklagen. Am gleichen Tag erhielt die II. Gruppe ebenfalls ihren Rückzugsbefehl. Sie hatte im gleichen Zeitraum 51 Flugzeuge verloren und 22 gefallene, 4 gefangene und 6 verwundete Flugzeugführer zu verkraften.
Währenddessen verlegte die III. Gruppe am 24. Juni 1944 nach Dokudowo (Lage) im besetzten Weißrussland und nahm am Deutsch-Sowjetischen Krieg teil. Dazu war sie dem Jagdabschittsführer 6 der Luftflotte 6 unterstellt. Anfang Juli 1944 verfügte sie über 40 Focke-Wulf Fw 190A-8 und stemmte sich gegen die sowjetische Operation Bagration, die zur Befreiung von Weißrussland führte. Dabei wurden die Jagdflugzeuge überwiegend als Jagdbomber eingesetzt und griffen unmittelbar in die Bodenkämpfe ein. Infolge des sowjetischen Vormarsches verlegte die III. Gruppe erst in das besetzte Litauen und stand am 1. August im Generalgouvernement. Am 15. August erfolgte die erneute Verlegung nach Litauen, auf den Fliegerhorst Kursenai, wo sie dem Jagdfliegerführer Ostpreußen zugeteilt war, bevor am 2. September der Einsatz an der Ostfront endete. Die III. Gruppe hatte während dieser Zeit 125 Abschüsse gemeldet und erlitt Verluste von 12 Gefallene bzw. Vermisste und 11 Verwundete.
Anfang September war das Geschwader wieder in Deutschland versammelt, wenn auch verschiedenen Kommandobehörden unterstellt. So war der Stab in Gütersloh (Lage) der 2. Jagddivision, die I. Gruppe in Gelnhausen (Lage) und die II. Gruppe in Gymnich (Lage) der 5. Jagddivision und die III. Gruppe in Achmer (Lage) der 3. Jagddivision zugeteilt.
Die I. und die II. Gruppe nahmen an der Schlacht zur Abwehr der alliierten Luftlandung im Raum Arnheim in den besetzten Niederlanden teil, die sich vom 17. bis zum 27. September hinzog. Anschließend erfolgte eine Auffrischung der Verbände, die sich bis Mitte Dezember hinzog. In dieser Zeit wurden nur wenige Einsätze geflogen.
Am 17. Dezember verlegte das Geschwader auf neue Basen an der Westfront, um an der Ardennenoffensive teilzunehmen, die am 16. Dezember begonnen hatte. Der Stab und die I. Gruppe flogen von Biblis (Lage) aus, die II. Gruppe von Zellhausen (Lage) und die III. Gruppe von Großostheim (Lage) aus zu den Einsätzen. Das Geschwader war dem Jagdfliegerführer Mittelrhein unterstellt und war mit der Focke-Wulf Fw 190A-8 im Stab, der I. und der III. Gruppe und der Messerschmitt Bf 109G-14 in der II. Gruppe ausgestattet. Aufgrund der alliierten Luftüberlegenheit waren die Einsätze über den Ardennen äußerst verlustreich. Insgesamt 76 eigene Flugzeuge wurden bis Jahresende abgeschossen, 42 gefallene, 12 verwundete und 1 vermisster Flieger zu beklagen.

### 1945
In den Morgenstunden des Neujahrstag nahm das Geschwader, zusammen mit anderen Geschwadern, am Unternehmen Bodenplatte teil. Ziel des Unternehmens war es, alliierte Flugplätze überraschend im Tiefflug anzugreifen und möglichst viele Flugzeug am Boden zu zerstören. Das Geschwader bekam den Flugplatz Asch in Belgien als Ziel zugewiesen, der mit US-amerikanischen Jagdflugzeugen der 366th Fighter Group (366th FG, 9. US-Luftflotte) und der 352nd Fighter Group (352 FG, 8. US-Luftflotte) belegt war. Schon auf dem Hinflug, der mit rund 65 Jagdflugzeugen erfolgte, wurden sie nahe Koblenz durch deutsche Flugabwehrkanonen beschossen und erste Verluste traten auf. In Asch angekommen zerstörte das Geschwader 4 P-51 in der Luft und eine P-47 sowie eine P-51 am Boden, bei einem eigenen Verlust von 28 Flugzeugen und 25 Gefallenen.
Am 23. Januar verlegte das gesamte Geschwader auf Fliegerhorste im Raum Berlin um gegen die sowjetische Weichsel-Oder-Operation zu intervenieren. Der Geschwaderstab und die II. Gruppe lagen in Strausberg (Lage), die I. Gruppe in Mohrin (Lage) und die III. Gruppe in Neuhardenberg (Lage). Anfangs der 3. Fliegerdivision der Luftflotte 6 unterstellt, wechselte es im Februar zur 4. Fliegerdivision des II. Fliegerkorps.
Zwei Tage nachdem am 16. April die Schlacht um die Seelower Höhen begann an der das Geschwader mit dem Stab, der I. und der III. Gruppe teilnahm, musste es sich nach Westen zurückziehen, da die Rote Armee sich dem Fliegerhorst Strausberg näherte. Die II. Gruppe war schon seit Anfang April aufgelöst worden. Die restlichen Flieger nahmen noch an der Schlacht um Berlin teil, bevor sie sich ab Anfang Mai auf den Fliegerhorst Leck (Lage) zurückzogen. Dort wurde das Geschwader am 8. Mai 1945, nach der bedingungslosen Kapitulation der Wehrmacht, aufgelöst.

## Kommandeure

### Geschwaderkommodore
| Dienstgrad     | Name             | Zeit                                  |
| -------------- | ---------------- | ------------------------------------- |
| Major          | Anton Mader      | 1. April 1943 bis 10. November 1943   |
| Oberstleutnant | Hermann Graf     | 11. November 1943 bis 29. März 1944   |
| Major          | Anton Hackl      | 1. April 1944 bis 15. April 1944      |
| Major          | Herbert Ihlefeld | 1. Mai 1944 bis 15. Mai 1944          |
| Major          | Günther Specht   | 15. Mai 1944 bis 1. Januar 1945       |
| Major          | Jürgen Harder    | 2. Januar 1945 bis 17. Februar 1945 † |
| Major          | Anton Hackl      | 20. Februar 1945 bis 5. Mai 1945      |

### Gruppenkommandeure
I. Gruppe
- Major Walter Spies, 1. April 1943 bis 19. Juni 1943[40]
- Hauptmann Erwin Clausen, 20. Juni 1943 bis 4. Oktober 1943 †[41]
- Hauptmann Erich Woitke, 4. Oktober 1943 bis 15. Oktober 1943[42]
- Hauptmann Rolf Hermichen, 16. Oktober 1943 bis 1. Mai 1944[43]
- Hauptmann Hans-Heinrich Koenig, 1. Mai 1944 bis 24. Mai 1944 †[44]
- Oberleutnant Fritz Engau, 24. Mai 1944 bis 1. Juni 1944[45]
- Hauptmann Siegfried Simsch, 1. Juni 1944 bis 8. Juni 1944[46]
- Oberleutnant Fritz Engau, 8. Juni 1944 bis 24. Juni 1944[47]
- Hauptmann Werner Langemann, 24. Juni 1944 bis 14. Juli 1944[48]
- Oberleutnant Hans Schrangl, 15. Juli 1944 bis 14. August 1944[49]
- Hauptmann Walter Matoni, 15. August 1944 bis 30. September 1944[50]
- Hauptmann Bruno Stolle, 1. Oktober 1944 bis 25. November 1944[51]
- Hauptmann Rüdiger von Kirchmayr, 25. November 1944 bis April 1945[52]
- Hauptmann Karl Leonhard, 5. April 1945 bis 5. Mai 1945[53]

II. Gruppe
- Hauptmann Günther Beise, 1. April 1943 bis 15. April 1943[54]
- Hauptmann Adolf Dickfeld, 17. April 1943 bis 14. Mai 1943[55]
- Hauptmann Günther Specht, 14. Mai 1943 bis 15. April 1944[56]
- Major Günther Rall, 19. April 1944 bis 12. Mai 1944[57]
- Hauptmann Walter Krupinski, 15. Mai 1944 bis 12. August 1944[58]
- Hauptmann Karl Leonhard, 12. August 1944 bis 5. April 1945[59]

III. Gruppe
- Hauptmann Ernst-Günther Heinze, April 1943 bis September 1943[60]
- Major Anton Hackl, 1. Oktober 1943 bis Mai 1944[61]
- Hauptmann Horst-Günther von Fassong, Mai 1944 bis 1. Januar 1945 †[62]
- Hauptmann Paul-Heinrich Dähne, 2. Januar 1945 bis 23. Februar 1945[63]
- Hauptmann Herbert Kutscha, 23. Februar 1945 bis 5. Mai 1945[64]

## Auszeichnungen
Bekannte Träger des Ritterkreuz des Eisernen Kreuzes oder höherer Stufen des Jagdgeschwaders 11.
| Name                      | Dienstgrad    | Einheit    | Ritterkreuz   | Eichenlaub    | Schwerter    |
| ------------------------- | ------------- | ---------- | ------------- | ------------- | ------------ |
| Paul-Heinrich Dähne       | Oberleutnant  | 12./JG 11  | 6. Apr. 1944  |               |              |
| Horst-Günther von Fassong | Hauptmann     | III./JG 11 | 27. Juli 1944 |               |              |
| Hugo Frey †               | Hauptmann     | 7./JG 11   | 4. Mai 1944   |               |              |
| Anton Hackl               | Major         | III./JG 11 |               |               | 9. Juli 1944 |
| Rolf Hermichen            | Hauptmann     | III./JG 11 | 26. März 1944 | 19. Feb. 1945 |              |
| Alfons Klein              | Oberleutnant  | 10./JG 11  | 27. Apr. 1945 |               |              |
| Heinz Knoke               | Hauptmann     | III./JG 11 | 27. Apr. 1945 |               |              |
| Hans-Heinrich Koenig †    | Oberleutnant  | I./JG 11   | 19. Aug. 1944 |               |              |
| Erwin Laskowski           | Oberfeldwebel | 8./JG 11   | 27. Apr. 1945 |               |              |
| Günther Specht            | Hauptmann     | II./JG 11  | 8. Apr. 1944  |               |              |
| Hermann Wolf              | Leutnant      | 9./JG 11   | 24. Apr. 1945 |               |              |

## Bekannte Geschwaderangehörige
- Gerd Gaiser (1908–1976), war ein deutscher Schriftsteller
- Rolf Hermichen (1918–2014), war Personaldirektor beim Kaufhaus-Konzern Karstadt AG
- Walter Krupinski (1920–2000), war von 1974 bis 1976, als Generalleutnant der Luftwaffe der Bundeswehr, Kommandierender General des Luftflottenkommandos
- Günther Rall (1918–2009), war von 1970 bis 1974, als Generalleutnant der Luftwaffe der Bundeswehr, Inspekteur der Luftwaffe
- Fritz Walter (1920–2002), war ein Fußballnationalspieler und Weltmeister 1954
- Georg Wroblewski (1921–1999), war ein Brigadegeneral der Luftwaffe der Bundeswehr und Militärattaché an der deutschen Botschaft in Washington, D.C.